# Loia
Loia es una banda de black y death metal italiana. Su primer trabajo, Live And Destroy, publicado en 2015, es una colaboración con la también banda italiana Hate & Merda, siendo su primer trabajo también para ellos. Se trata de un casete que incluye 14 temas de Loia y 7 de Hate & Merda que serían posteriormente lanzados en sus primeros álbumes.

## Discografía

### Álbumes de estudio
- 2016: Nodo Alla Gola [1]

### Demos
- 2015: Live And Destroy (Demo con Hate & Merda)